# Коленово (Нижегородская область)
Коленово — деревня в составе Михаленинского сельсовета Варнавинского района Нижегородской области.
Располагается на правом берегу реки Ветлуги.
По данным на 1999 год, численность населения составляла 51 чел.